# 差分作用素
数学における差分演算子または差分作用素（さぶんさようそ、英: difference operator）は函数に対してその適当な有限差分を与える作用素を言う。
有限差分の計算において {\displaystyle \Delta f(x):=f(x+1)-f(x)} で定義される前進差分作用素 (forward difference operator) Δ がしばしば現れ、これは離散的な場合に用いられることを除けば微分と同様の役割を果たすものである。差分方程式はしばしば微分方程式の解法と非常によく似た手法によって解くことができる。後退差分作用素 (backward difference operator) ∇ も同様に {\displaystyle \nabla f(x):=f(x)-f(x-1)}で定義される。
多変数函数に対する差分作用素への一般化は、例えば実函数の単調性を多変数に一般化することを可能にする。あるいは確率統計学(stochastics; 推計学)および測度論において差分作用素を用いて抽象体積概念が定義される。 

## 定義
実多変数実数値函数 F: Rn → R が与えられたとき、二点 {\textstyle a^{1}=(a_{1}^{1},\ldots ,a_{n}^{1}),a^{2}=(a_{1}^{2},\ldots ,a_{n}^{2})} に対する差分作用素は、{\displaystyle \Delta _{a^{1}}^{a^{2}}F:=\sum _{i_{1},\dots ,i_{n}\in \{1,2\}}(-1)^{i_{1}+\dots +i_{n}}F(a_{1}^{i_{1}},\dots ,a_{n}^{i_{n}})}で定義される。二つのベクトルの各成分を入れ替えることにより得られる任意のベクトルは Rn 内の超矩形の 2n 個の頂点を与えるから、上記の定義式は、各頂点における函数の値に、もとのベクトルのどの成分であったかに依存して決まる符号をつけて加え合わせたものになっている。例えば n = 2 のとき、二点 a = (a1, a2), b = (b1, b2) に対して、F の差分は {\displaystyle \Delta _{a}^{b}F=F(b_{1},b_{2})-F(a_{1},b_{2})-F(b_{1},a_{2})+F(a_{1},a_{2})} であたえられる。
また、第 ν-成分に関する偏差分作用素は {\displaystyle {}_{\nu }\Delta _{\alpha }^{\beta }F:=F(x_{1},\dots ,x_{\nu -1},\beta ,x_{\nu +1},\dots ,x_{n})-F(x_{1},\dots ,x_{\nu -1},\alpha ,x_{\nu +1},\dots ,x_{n})} で与えられる。ここで第 ν-成分は定数だが、通常はまだ Rn 上の函数と見なされるから、さらに差分作用素を適用することができる。

## 性質
- 差分作用素は線型である。すなわち {\displaystyle \Delta _{a}^{b}(F+G)=\Delta _{a}^{b}F+\Delta _{a}^{b}G} が成り立つ。
- 成分に分けて考えれば、差分作用素と偏差分作用素の関係を {\displaystyle \Delta _{a^{1}}^{a^{2}}F=\sum _{i_{1}=1}^{2}(-1)^{i_{1}}\cdot \sum _{i_{2}=1}^{2}(-1)^{i_{2}}\cdot \dots \cdot \sum _{i_{n}=1}^{2}(-1)^{i_{n}}F(a_{1}^{i_{1}},\dots ,a_{n}^{i_{n}})={}_{1}\Delta _{a_{1}^{1}}^{a_{1}^{2}}\cdots {}_{n}\Delta _{a_{n}^{1}}^{a_{n}^{2}}F} と書くことができる。
- また、μ ≠ ν なるとき {\displaystyle {}_{\mu }\Delta _{\alpha }^{\beta }{}_{\nu }\Delta _{\alpha }^{\beta }F={}_{\nu }\Delta _{\alpha }^{\beta }{}_{\mu }\Delta _{\alpha }^{\beta }} が成り立つ。すなわち、各成分に対する偏差分作用素は互いに可換である。

## 応用
ここで定義した差分作用素の意味において、例えば函数の単調性を拡張することができる。函数 F: Rn → R が矩形単調であるとは {\displaystyle a\leq b\implies \Delta _{a}^{b}F\geq 0} を満たすことを言う。ただし a ≤ b は、任意の成分に対して ai ≤ bi が成り立つという意味とする。これに基づいて、さらにこのような函数を調べることができる。
また、測度論および確率統計学における差分作用素は多次元分布函数によって Rn 上の測度を定義するのにも用いられる。